# 알도 치콜리니

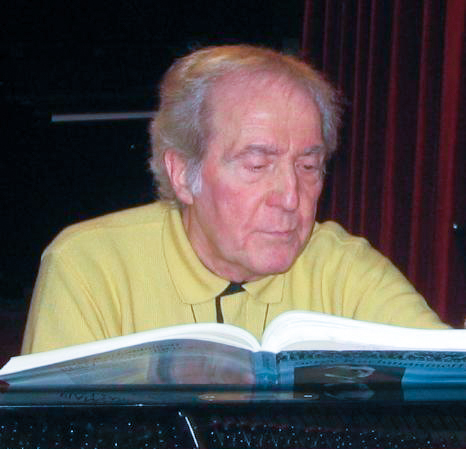
2005년 알도 치콜리니

알도 치콜리니(Aldo Ciccolini, 1925년 8월 15일 – 2015년 2월 1일)는 1971년에 귀화한 프랑스 시민이 된 이탈리아 피아니스트이다.
치콜리니는 나폴리에서 태어났다. 마케라타 후작이라는 칭호를 지닌 그의 아버지는 활자체로 일했다. 1934년 9세의 나이로 감독 프란체스코 칠레아의 특별 허가를 받아 나폴리 음악원 에 입학했다. 그곳에서 그는 페루초 부소니의 제자인 파올로 덴자에게 피아노를, 아킬레 롱고 에게 화성과 대위법을 배웠다.
그는 16세에 산 카를로 극장에서 연주 경력을 시작했다. 그러나 1946년까지 그는 가족을 부양하기 위해 술집에서 연주해야만 했다. 그는 1971년에 프랑스 시민이 되었다.  1970년부터 88년까지 파리 음악원에서 가르쳤으며, 그의 제자로는 에비 아키코, 장 이브 티보데, 아르튀르 피사로 , 제리 무티에, 니콜라스 앙헬리히, 앙드레 사야소프, 장 뤽 칸요티가 있다.
치콜리니는 카미유 생상, 모리스 라벨, 클로드 드뷔시, 에릭 사티의 피아노 음악과 데오다 드 세베락, 쥘 마스네와 같은 덜 저명한 작곡가의 피아노 음악의 유명한 해석가이자 옹호자였다.
치콜리니는 이사크 알베니스, 엔리케 그라나도스, 마누엘 데 파야와 프란츠 리스트의 음악을 연주한 것으로 유명하다.
1999년 12월 9일, 그는 파리의 샹젤리제 극장에서 리사이틀을 통해 프랑스에서의 50년 경력을 축하했다.